# أحمد طلعت (ممثل)
أحمد طلعت ممثل مصري من مواليد 23 نوفمبر 1982 بمحافظة سوهاج. قدّم أول أدواره في مسلسل السفينة 2006.

## أعمالها

### الأفلام
- 2023 البطة الصفرا
- 2023 ساعة إجابة[2]
- 2020 الأقصر[3]

### المسلسلات
- 2022 سوتس
- 2022 فاتن أمل حربي
- 2021 لعبة نيوتن[4]
- 2021 موسى (مسلسل)

## وصلات خارجية
- أحمد طلعت على موقع قاعدة بيانات الأفلام العربية